# Гурій (Карпов)
Архієпи́скоп Гу́рій (рос. Архиепископ Гурий; 1814 — 29 березня 1882) — церковний діяч часів Російської імперії, очільник Російської духовної місії в Пекіні в 1856—1864 роках, 1-й архієпископ Таврійський.

## Життєпис
Походив зі священницького роду Карпових. Син священника Платона Карпова. Народився близько 1814 року в Саратові, отримавши ім'я Григорій. 1836 року закінчив Саратовську духовну семінарію. У 1837 році вступив до Санкт-Петербурзької духовної академії. 12 липня 1838 року пострижений на чернецтво під ім'ям Гурій, 4 серпня висвячений на ієродиякона, 20 листопада 1839 року — на ієромонаха. 1839 року закінчив академію зі ступенем кандидата богослов'я і 23 грудня того ж року призначений членом Російської духовної місії в Пекіні.
З цього часу захопився місіонерством й християнізацією населення імперії Цін. Досконало вивчив китайську мову, вільно говорив і писав нею. Переклав китайською мовою Новий Заповіт у двох томах, Євангеліє, Псалтир, церковну історію та низку інших книг, що належать до православного богослужіння. Також з албазинців створив співочий хор для богослужіння.
21 лютого 1851 року зведений у сан архімандрита, а 12 жовтня того ж року призначено доглядачем Олександрівського духовного училища. 17 серпня 1855 року здобув ступінь магістра богослов'я. 25 серпня 1856 року призначено начальником місії. Перебував на цій посаді до 1864 року.
13 вересня 1865 року призначено настоятелем Московського Симонова монастиря, а 26 січня 1866 року — російської посольської церкви Св. Миколая в Римі. 5 липня 1866 року хіротоновано на єпископа Чебоксарського, вікарія Казанської єпархії. Через тяжку хворобу архієпископа Афанасія фактично керував єпархією. Займався реставрацією та окрасою соборного храму у Спасо-Преображенському монастирі. Заснував і очолив у 1867 році братство святителя Гурія Казанського, залишався його членом до смерті. Займався місіонерством серед казанських татар.
15 грудня 1867 року призначено єпископом Таврійським. З перших днів управління єпархією дбав про виховання духовенства. Результатом його праць було відкриття духовної семінарії та двох духовних училищ — чоловічого та жіночого. Він досяг поліпшення матеріального становища духовенства своєї єпархії.
Також проводив активну місіонерську діяльність з навернення до християнства юдеїв, караїмів, старообрядців, христовців, скопців та штундів, намагався вести проповіді серед кримських татар. 1868 року підтримав створення Олександро-Невського братства в Сімферополі. 1869 року сприяв початку випуску офіційного видання єпархії — «Таврійських єпархіальних відомостей», на редакцію якої мав чималий вплив.
З 1876 року — почесний член Церковно-Археологічного товариства та Київської духовної академії. Під час російсько-османської війни 1877—1878 років через «Таврійські єпархіальні відомості» посилив антиісламську, антитурецьку та антизахідну пропаганду.
21 квітня 1881 року зведений у сан архієпископа. Помер 17 березня 1882 року в Сімферополі. Був похований у склепі Олександро-Невського собору. 1929 року його рештки перенесено на цвинтар біля церкви Усіх Святих.
18 травня 2008 року зараховано до лику місцевошановних святих рішенням Священного синоду Української православної церкви Московського патріархату із встановленням дня пам'яті 17 березня.